# Reckenstetten (Freystadt)
Reckenstetten ist ein Gemeindeteil der Stadt Freystadt im Landkreis Neumarkt in der Oberpfalz in Bayern.

## Ortsnamensdeutung
Der Ortsname enthält den Personennamen Recko.

## Lage
Das Dorf liegt umgeben von Feldern auf 415 m ü. NHN unmittelbar an der Gemeindegrenze und Landkreisgrenze und gehörte mit dem oberpfälzischen Teil zur Gemeinde Möning. Der größere Teil von Reckenstetten liegt jenseits des Schwarzachtales im mittelfränkischen Landkreis Roth, gehörte zur Gemeinde Ebenried und ist seit dem 1. Januar 1972 ein Gemeindeteil von Allersberg.

## Geschichte
1283 und 1286 ist „Rukersteten“ im Zusammenhang einer Güterübereignung durch Ulrich von Obersulzbürg an das Deutschordenshaus in Nürnberg die Rede. Ob es einen Ortsadel und damit eine Burg gegeben hat, ist fraglich. 1360 gab der Eichstätter Bischof den Zehent von „Ruchkersteten“ Albert von Wolfstein zu Sulzbürg zu Lehen. Der Ort wurde 1505 pfalzneuburgisch und war 1542–1578 an Nürnberg verpfändet. Nürnberg führte 1542 die Reformation ein. Die Gegenreformation wurde 1627 unter Pfalzgraf Wolfgang Wilhelm durchgeführt. All dies betraf auch Reckenstetten. 1849 wurde eine Kapelle St. Wendelin im Ort jenseits der Schwarzach erbaut.
Gegen Ende des Alten Reiches, um 1800, bestand Reckenstetten aus neun Untertanen-Anwesen die zwei verschiedenen Ämtern unterstanden, nämlich dem Landrichteramt Allersberg (8 Höfe „außer Lands“) und dem Klosterrichteramt Seligenporten (1 Hof, im pfalz-neuburgischen Teil Reckenstettens), die sich um die Niedergerichtsbarkeit stritten. Die Hochgerichtsbarkeit lag beim Landgericht Allersberg bzw. Pflegamt Hilpoltstein. Die Gemeinde verfügte über ein Hirtenhaus.
Im Königreich Bayern (1806) gehörte Reckenstetten zur Ruralgemeinde Möning; an Großvieh hatte man zu diesem Zeitpunkt 14 Rinder. 1845 erfährt man bei der Haunsfelder’schen Hofversteigerung, was zu diesem Hof gehört: „Wohnhaus, Stall, Hofhäuschen (wohl Abort), Stadel, Brunnen, Backofen u. Keller, ein Obst- und Grasgarten zu 0,41, dann 20 Tagw[erk] 55 Dez[imale] Ackerland, 5 Tagw. 41 Dez. Wiesland u. Nutzungsanteile an den noch unvertheilten Gemeindebesitzungen.“
Mit der Gebietsreform in Bayern wurde die Gemeinde Möning und damit auch der kleinere Teil von Reckenstetten zum 1. Januar 1972 in die Stadt Freystadt im Landkreis Neumarkt in der Oberpfalz eingemeindet. Seitdem ist Reckenstetten einer von 33 benannten Ortsteilen von Freystadt. Der größere Teil von Reckenstetten wurde mit der Gebietsreform ein Ortsteil von Allersberg.

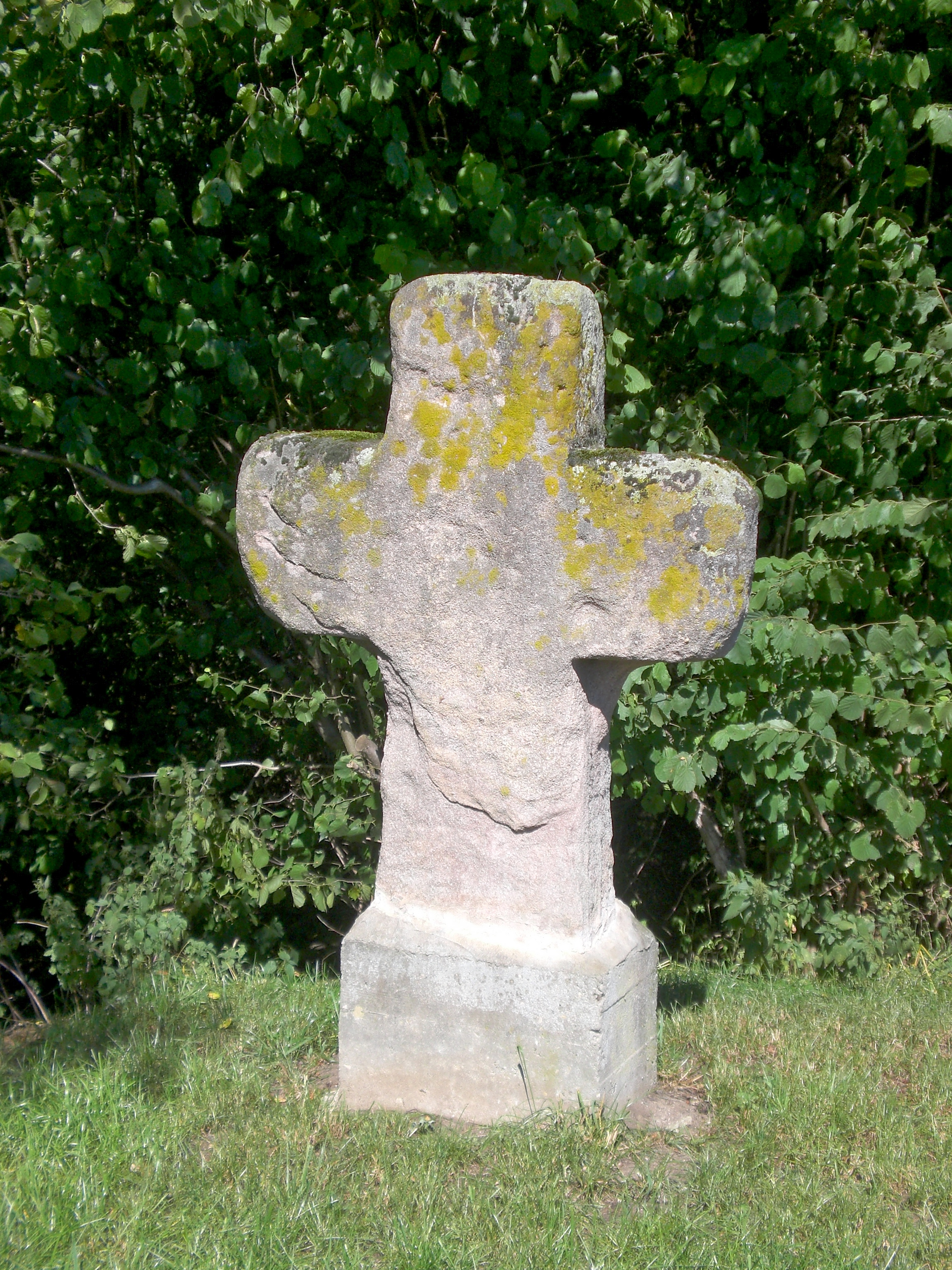
Steinkreuz bei Reckenstetten

Bei Reckenstetten steht an der Straße nach Möning ein mittelalterliches Steinkreuz, das sogenannte „Franzosenkreuz“. Es ist auf einer Karte von 1604 eingezeichnet und wurde mehrmals versetzt, zuletzt infolge der Flurbereinigung 1973.

### Einwohnerentwicklung
- 1838:15 (2 Häuser)[13]
- 1871: 14 (7 Gebäude)[9]
- 1900: 10 (2 Wohngebäude)[14]
- 1950: 13 (2 Wohngebäude)[15]
- 1961: 8 (2 Wohngebäude)[16]
- 31. Dezember 2016: 8[17]

## Verkehrsanbindung
Reckenstetten liegt an der Kreisstraße NM 45, die von Möning herkommt, und an der Staatsstraße 2237, die vom Gemeindesitz herkommt.